# 강화군의 행정 구역
강화군의 행정구역은 1읍 12면 185개 리로 되어 있다. 강화군의 면적은 인천광역시 전체 면적의 약 40%에 해당하는 411.3km2이다. 법정리는 96개이며, 강화읍으로 인구가 집중되어 행정리와 반을 추가하였다. 인구는 2012년 7월 2일을 기준으로 66,860명이다.

## 행정 구역
| 행정구역          | 한자   | 면적   | 세대   | 인구   | 행정 구역 |
| ----------------- | ------ | ------ | ------ | ------ | --------- |
| 강화읍            | 江華邑 | 24.96  | 9,374  | 22,600 |           |
| 선원면            | 仙源面 | 21.39  | 2,938  | 7,316  |           |
| 불은면            | 佛恩面 | 31.44  | 1,999  | 4,420  |           |
| 길상면            | 吉祥面 | 35.05  | 2,739  | 6,349  |           |
| 화도면            | 華道面 | 42.33  | 1,992  | 4,374  |           |
| 양도면            | 良道面 | 35.35  | 1,644  | 3,619  |           |
| 내가면            | 內可面 | 29.76  | 1,513  | 3,109  |           |
| 하점면            | 河岾面 | 36.20  | 1,872  | 4,019  |           |
| 양사면            | 兩寺面 | 26.43  | 872    | 1,881  |           |
| 송해면            | 松海面 | 22.37  | 1,386  | 3,135  |           |
| 교동면            | 喬桐面 | 47.14  | 1,402  | 3,081  |           |
| 삼산면            | 三山面 | 45.64  | 1,159  | 2,313  |           |
| 서도면            | 西島面 | 13.21  | 193    | 388    |           |
| 서도면 볼음출장소 |        |        | 159    | 256    |           |
| 강화군            | 江華郡 | 411.27 | 29,242 | 66,860 |           |

## 법정리
| 읍·면  | 법정리 | 섬     |
| ------ | --- | ------ |
| 강화읍 | 신문리(新門里), 관청리(官廳里), 국화리(菊花里), 남산리(南山里), 갑곳리(甲串里), 용정리(龍井里), 옥림리(玉林里), 월곳리(月串里), 대산리(大山里)                                                                 | 강화도 |
| 선원면 | 금월리(錦月里), 연리(烟里), 지산리(智山里), 신정리(神井里), 창리(倉里), 선행리(仙杏里), 냉정리(冷井里) | 강화도 |
| 불은면 | 두운리(斗雲里), 삼성리(三成里), 삼동암리(三同岩里), 고릉리(高陵里), 오두리(鰲頭里), 신현리(新峴里), 덕성리(德城里), 넙성리(芿城里)                                                                             | 강화도 |
| 길상면 | 온수리(溫水里), 선두리(船頭里), 동검리(東檢里), 초지리(草芝里), 장흥리(壯興里), 길직리(吉稷里) | 강화도 |
| 화도면 | 내리(內里), 상방리(上坊里), 문산리(文山里), 덕포리(德浦里), 사기리(沙器里), 동막리(東幕里), 흥왕리(興旺里), 여차리(如此里), 장화리(長花里)                                                                     | 강화도 |
| 양도면 | 하일리(霞逸里), 능내리(陵內里), 건평리(乾坪里), 인산리(仁山里), 삼흥리(三興里), 길정리(吉亭里), 도장리(道場里), 조산리(造山里)                                                                                 | 강화도 |
| 내가면 | 고천리(古川里), 구하리(鳩下里), 오상리(鰲上里), 외포리(外浦里), 황청리(黃淸里) | 강화도 |
| 하점면 | 망월리(望月里), 삼거리(三巨里), 신봉리(新鳳里), 부근리(富近里), 창후리(倉後里), 이강리(梨江里), 장정리(長井里), 신삼리(新三里)                                                                                 | 강화도 |
| 양사면 | 철산리(鐵山里), 덕하리(德下里), 북성리(北省里), 교산리(橋山里), 인화리(寅火里) | 강화도 |
| 송해면 | 솔정리(率丁里), 신당리(申唐里), 하도리(下道里), 양오리(陽五里), 상도리(上道里), 숭뢰리(崇雷里), 당산리(堂山里)                                                                                                 | 강화도 |
| 교동면 | 대룡리(大龍里), 읍내리(邑內里), 상룡리(上龍里), 봉소리(鳳韶里), 고구리(古龜里), 동산리(東山里), 삼선리(三仙里), 인사리(仁士里), 지석리(芝石里), 무학리(舞鶴里), 난정리(蘭井里), 서한리(西漢里), 양갑리(兩甲里) | 교동도 |
| 삼산면 | 석모리(席毛里), 상리(上里), 하리(下里), 석포리(石浦里), 매음리(煤音里) | 석모도 |
| 삼산면 | 서검리(西檢里) | 서검도 |
| 삼산면 | 미법리(彌法里) | 미법도 |
| 서도면 | 볼음도리(乶音島里) | 볼음도 |
| 서도면 | 주문도리(注文島里) | 주문도 |
| 서도면 | 아차도리(阿此島里) | 아차도 |
| 서도면 | 말도리(唜島里) | 말도   |

## 역사
1995년 3월 1일 경기도에서 인천광역시로 통합된 강화도는 선사시대로부터 근대에 이르는 한반도의 역사를 가장 소중하게 간직하고 있는 곳이다. 선사시대의 유물·유적으로 하점면 장정리와 화도면 사기리·동막리 등지에서 구석기시대 유물이 발견되었으며, 신석기시대 유물도 섬 내의 여러 곳에서 발견되었다. 또한 청동기시대의 대표적인 거석 유적인 지석묘(고인돌)가 하점면 부근리를 비롯한 도처에서 다수(약 80기 이상으로 추정) 발견되고 있어, 이 지역에서 일찍부터 사람이 살았음을 보여준다. 특히, 단군이 하늘에 제사를 올렸다는 마니산 참성단과 그의 세 아들로 하여금 쌓게 하였다는 정족산 삼랑성(일명 정족산성)에 관한 전설, 그리고 하음봉씨 시조의 천강 설화와 관련한 봉천대 및 봉가지·봉은사·석조여래입상(일명 하음노구석상) 등의 유적은 강화도가 성지로서의 위치를 점하고 있었음을 보여주고 있다.
- 상고시대 : 갑비고차

### 고구려
- 475년 고구려 장수왕 때 혈구군으로 개칭

### 신라
- 757년 신라 경덕왕 때 해구군으로 개칭
- 844년 신라 문성왕 때 혈구진 설치

### 고려
- 940년 고려 태조 강화현으로 개칭
- 1232년 고려 고종 강화군으로 승격
- 1363년 고려 공민왕 강화부로 승격

### 조선
- 1394년 조선 태조 강화도호부 설치
- 1627년 조선 인조 강화유수부로 승격
- 1895년 조선 고종 강화군으로 개칭

#### 강화부
- 1896년 조선 고종 강화부로 승격

#### 강화군
- 1906년 강화군으로 개칭
- 1914년 교동군을 강화군에 편입

| 조선총독부령 제111호 | |             |                                                                      |
| 구 행정구역          | 구 행정구역 | 신 행정구역 | 신 행정구역                                                          |
| 강화군               | 부내면(府內面) | 부내면      | 관청리, 국화리, 남산리, 신문리                                       |
| 강화군               | 장령면(長嶺面) | 부내면      | 갑곶리, 대산리, 용정리, 옥림리, 월곶리                               |
| 강화군               | 서사면(西寺面) 교항동/증산동, 송산동/인화동 | 양사면      | 교산리, 인화리                                                       |
| 강화군               | 북사면(北寺面) 덕현동/군하동, 북정동/삼성동, 군하동/포촌동/철곶동 | 양사면      | 덕하리, 북성리, 철산리                                               |
| 강화군               | 송정면(松亭面) 포촌동/숭뢰동 일부/(삼해면) 당산동 일부, 숭뢰동 일부/갑성동 일부/(부내면) 당주동 일부/(장령면) 대묘동 일부                                                                | 송해면      | 숭뢰리, 신당리                                                       |
| 강화군               | 삼해면(三海面) 상도동 일부/당산동 일부/(송정면) 숭뢰동 일부, 솔정동, 하도동/상도동 일부                                                                                                  | 송해면      | 상도리, 솔정리, 하도리                                               |
| 강화군               | 불은면(佛恩面) 곶내동/능촌동/고잔동, 넙성동/신현동 일부, 광성동/덕진동, 신현동 일부, 오두동                                                                                              | 불은면      | 고릉리, 넙성리, 덕성리, 신현리, 오두리                               |
| 강화군               | 인정면(仁政面) 두두미동/백운동, 삼동암동/마장동 일부/서문동 일부, 석성동/석문동 일부/마장동 일부                                                                                         | 불은면      | 두운리, 삼동암리, 삼성리                                             |
| 강화군               | 내가면(內家面) | 내가면      | 고천리, 구하리, 오상리, 외포리, 황청리                               |
| 강화군               | 외가면(外家面) 망월동/산곶동, 삼거동 일부 | 하점면      | 망월리, 삼거리                                                       |
| 강화군               | 간점면(艮岾面) 이현동/강후동 일부, 삼거동/신성동, 창교동/강후동 일부 | 하점면      | 이강리, 신삼리, 창후리                                               |
| 강화군               | 하음면(河陰峴) 양오리동 일부/(삼해면) 당산동 일부, 부근동/삼정동 일부/(삼해면) 하도동, 봉상동/신촌동/(외가면) 삼거동 일부, 양오리동 일부/(삼해면) 당산동 일부, 양오리동 일부/장정동 일부 | 하점면      | 당산리, 부근리, 신봉리, 양오리, 장정리                               |
| 강화군               | 하도면(下道面) | 하도면      | 내리, 덕포리, 동덕리, 문산리, 사기리, 상방리, 여차리, 장화리, 흥왕리 |
| 강화군               | 상도면(上道面) | 양도면      | 능내리, 도장리, 조산리, 하일리                                       |
| 강화군               | 위량면(位良面) | 양도면      | 건평리, 삼흥리, 인산리                                               |
| 강화군               | 길상면(吉祥面) | 양도면      | 길정리                                                               |
| 강화군               | 길상면(吉祥面) | 길상면      | 길직리, 동검리, 선두리, 온수리, 장흥리, 초지리                       |
| 강화군               | 선원면(仙源面) | 선원면      | 금월리, 냉정리, 선행리, 신정리, 연리, 지산리, 창리                   |
| 교동군               | 서면(西面) | 수정면      | 난정리, 동산리, 서한리, 양갑리                                       |
| 교동군               | 북면(北面) | 수정면      | 무학리, 지석리                                                       |
| 교동군               | 북면(北面) | 화개면      | 삼선리, 인사리                                                       |
| 교동군               | 남면(南面) | 화개면      | 읍내리, 대룡리                                                       |
| 교동군               | 동면(東面) | 화개면      | 고구리, 봉소리, 상룡리                                               |
| 교동군               | 제도면(諸島面) | 삼산면      | 매음리, 미법리, 서검리, 석모리, 석포리                               |
| 교동군               | 송가면(松家面) | 삼산면      | 상리, 하리                                                           |
- 1934년 수정면과 화개면을 교동면으로 통합

### 대한민국
- 1962년 볼음출장소 설치
- 1973년 강화면을 강화읍으로 승격

#### 인천광역시
- 1995년 경기도에서 인천광역시로 편입